# Бромелаин
Бромелаи́н (англ. bromelain) — протеолитический фермент, имеющийся у растений семейства бромелиевых, в частности ананаса. Присутствует во всех органах ананаса, но стебель является наиболее распространённым источником. Коммерческие препараты бромелаина гетерогенны и содержат по крайней мере четыре различные цистеиновые протеазы, очищенные методом аффинной хроматографии. Выделенная из сока стеблей ананаса протеаза называется бромелаином из стеблей (stem bromelain), а фермент, полученный из плодов, — бромелаином из плодов ананаса (fruit bromelain).

## Химические и биохимические свойства
Бромелаин — это высокомолекулярный гликопротеин, молекула которого состоит из одной полипептидной цепи, соединённой пятью дисульфидными связями. Ферменты, выделенные из стеблей или плодов ананаса, отличаются содержанием основных аминокислот. Бромелаин, выделенный из плодов, даёт кислую реакцию, его изоэлектрическая точка находится при pH 4,6. Бромелаин, полученный из стеблей, даёт щелочную реакцию, его изоэлектрическая точка находится при pH 9,55. Он характеризуется меньшей активностью по сравнению с ферментом, полученным из плодов, по отношению как к белковым, так и синтетическим субстратам. Очищенный бромелаин из стеблей ананаса гидролизует ряд синтетических низкомолекулярных субстратов, причём с наибольшей скоростью — производные аргинина. Бромелаин весьма эффективно расщепляет низкомолекулярный аргининсодержащий белок — протамина сульфат: скорость расщепления его ферментом на один порядок выше, чем казеина.

## Фармакологические свойства
Бромелаин обладает противовоспалительным действием, ускоряет процессы репарации тканей в результате деполимеризации межклеточных структур и модификации проницаемости сосудов. Противовоспалительное и антиагрегантное действия бромелаина обусловлены его способностью изменять метаболизм арахидоновой кислоты.

## Применение в пищевой промышленности
В пищевой промышленности для тендеризации (размягчения) мясных продуктов используют протеиназы растительного происхождения: папаин (из плодов папайи), бромелаин (из стеблей, плодов ананаса), фицин (из фигового дерева). Тендеризация мяса — важный процесс при производстве различных мясопродуктов, например, мясокопчёностей. Мясопродукты, обработанные протеазами, улучшают качественные характеристики. Также с помощью ферментов можно сделать мягкими различные шкурки (футляры) в мясопродуктах, которые обычно жёсткие и снижают качество изделия. С помощью ферментов можно ускорить созревание колбасного и иного фарша, сделать его мягким и легко усваиваемым, даже если он изготовлен из сравнительно жёсткого сырья.